# EG Group

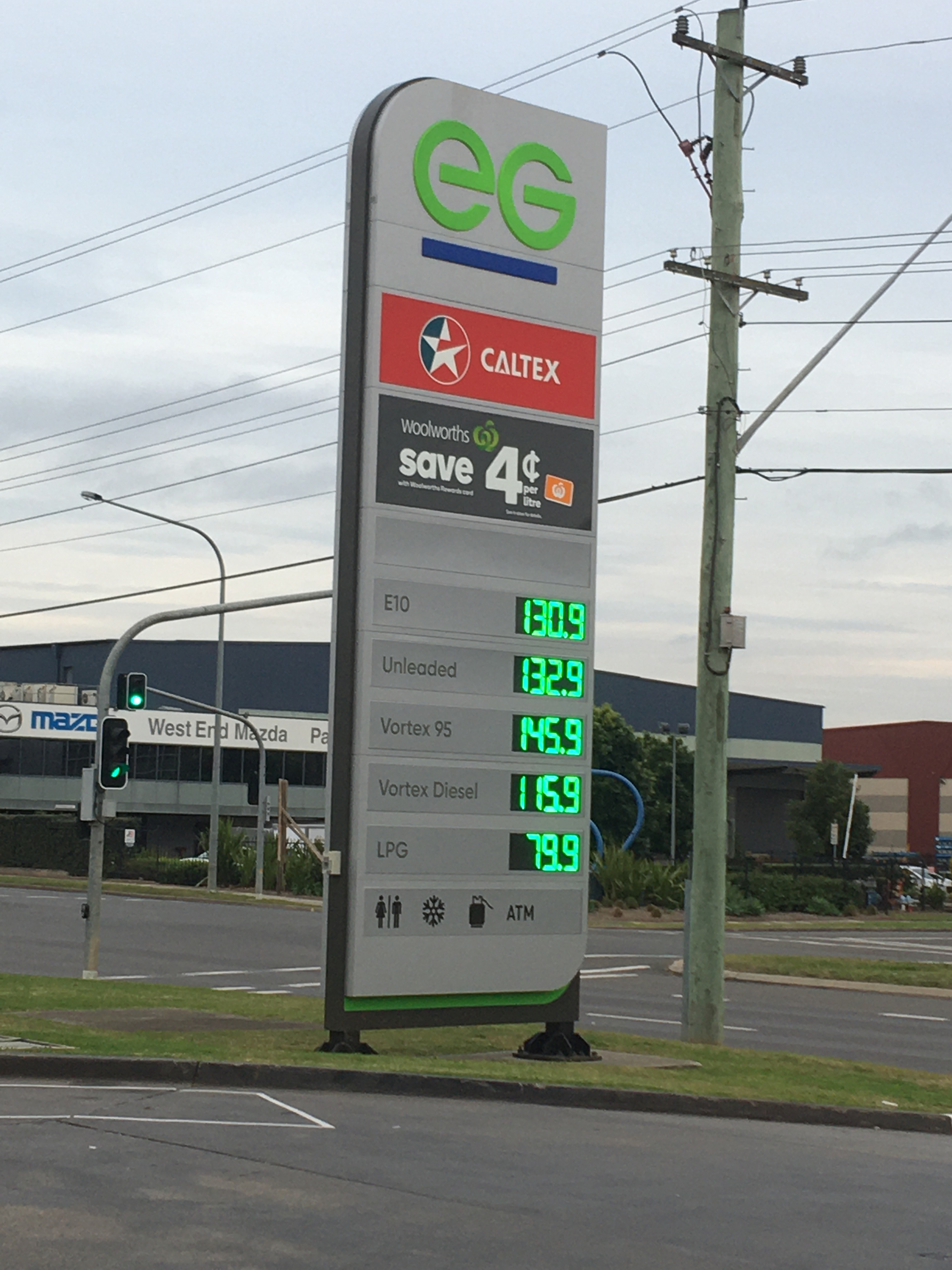
Prijzenbord van een Australisch tankstation van EG

EG Group is een Brits bedrijf dat tankstations en fastfoodrestaurants uitbaat in Europa, de Verenigde Staten en Australië. Het bedrijf werd in 2001 opgericht als Euro Garages door de broers Zuber en Mohsin Issa. Sinds 2015 bezit de investeringsmaatschappij TDR Capital de helft van de aandelen. In 2016 nam Euro Garages de EFR Group over en ontstond de huidige naam. In 2019 telde het bedrijf 44.000 werknemers. EG Group is snel gegroeid door overnames van bestaande ketens. Het is tevens mede-eigenaar van supermarktketen Asda. In 2020 kondigde EG Group aan dat ze tegen 2025 150 American Bakery-vestigingen zouden openen onder een partnerschap met Cinnabon.
In België en Nederland baat EG Group een aantal tankstations en wegrestaurants uit, onder andere op verzorgingsplaatsen aan autosnelwegen. 